# Nephodia fumosata
Nephodia fumosata là một loài bướm đêm trong họ Geometridae.